# 奧斯穆斯卡鱷屬
奧斯穆斯卡鱷屬，是種已滅絕爬行動物，屬於主龍形類的派克鱷科，生存於三疊紀早期的波蘭。模式種是O. czatkowicensis，是在2003年由波蘭古生物學家Magdalena Borsuk-Białynicka和英國古生物學家Susan E. Evans所敘述、命名。屬名是以已故的著名波蘭古生物學家哈茲卡·奧斯穆斯卡（Halszka Osmólska）為名。
奧斯穆斯卡鱷的外表類似著名的派克鱷，因此研究人員將歐斯莫斯卡鱷歸類於派克鱷科，但也認為派克鱷科有可能是單型科。

## 外部連結
- Paleo Article (contains abstract of full paper on Osmolskina)